# Barnwell (Carolina do Sul)
Barnwell é uma cidade localizada no estado norte-americano da Carolina do Sul, no Condado de Barnwell.
É a cidade natal do cantor James Brown

## Demografia
Segundo o censo norte-americano de 2000, a sua população era de 5035 habitantes. 
Em 2006, foi estimada uma população de 4858, um decréscimo de 177 (-3.5%).

## Geografia
De acordo com o United States Census Bureau tem uma área de 
20,2 km², dos quais 19,8 km² cobertos por terra e 0,4 km² cobertos por água. Barnwell localiza-se a aproximadamente 57 m acima do nível do mar.

## Localidades na vizinhança
O diagrama seguinte representa as localidades num raio de 16 km ao redor de Barnwell. 